# Bejra somalijska
Bejra somalijska (Dorcatragus megalotis) – gatunek ssaka z podrodziny antylop (Antilopinae) w obrębie rodziny wołowatych (Bovidae), jedyny przedstawiciel rodzaju bejra (Dorcatragus).

## Występowanie
Bejra somalijska zamieszkuje skąpo porośnięte wzgórza Afryki Wschodniej graniczące z Morzem Czerwonym (północno-wschodnia Etiopia, północna Somalia, nielicznie Dżibuti). Żyje pojedynczo lub w małych grupach.

## Budowa ciała
Ubarwienie ochronne: grzbietu rudawo-szare, w części brzusznej białe. Kończyny płowe, głowa żółtoruda, wokół oczu obwódka w kolorze białym. Rogi – proste, o długości 7–10 cm, o szerokim rozstawieniu końców – występują tylko u samców. Duże, 15-centymetrowe uszy, z białymi włosami od środka.
Wymiary anatomiczne: masa ciała: do 9–11 kg, długość ciała: 80–90 cm, długość ogona: 10–12 cm, wysokość w kłębie: 55–60 cm.

## Ekologia
Rośliny zielne, liście krzewów oraz młode pędy.

## Status zagrożenia
W Czerwonej księdze gatunków zagrożonych Międzynarodowej Unii Ochrony Przyrody bejra somalijska klasyfikowana jest jako gatunek narażony na wyginięcie (VU, ang. vulnerable). W 1999 roku liczebność populacji szacowano na 7000 osobników. Trend liczebności oceniany jest jako spadkowy.